# Estación de Purroy
Estación de Purroy vasútállomás Spanyolországban, Morés településen a Madrid–Barcelona-vasútvonalon.

## Kapcsolódó állomások
A vasútállomáshoz az alábbi állomások vannak a legközelebb:
- Estación de Morata de Jalón
- Estación de Morés